# Ufuk Talay
Ufuk Talay (nacido el 26 de marzo de 1976) es un exfutbolista australiano que se desempeñaba como centrocampista.
Jugó para clubes como el Marconi Stallions, Galatasaray, Antalyaspor, Bursaspor, Nîmes Olympique, Sídney FC, Avispa Fukuoka y Northern Fury.

## Trayectoria

### Clubes
| Club                 | País      | Año         |
| -------------------- | --------- | ----------- |
| Marconi Stallions    | Australia | 1992 - 1995 |
| Galatasaray          | Turquía   | 1995 - 2002 |
| Antalyaspor          | Turquía   | 1996 - 1997 |
| Kardemir Karabükspor | Turquía   | 1997 - 1998 |
| Bursaspor            | Turquía   | 1999 - 2000 |
| Bursaspor            | Turquía   | 2001        |
| Nîmes Olympique      | Francia   | 2001 - 2002 |
| Gaziantepspor        | Turquía   | 2002 - 2004 |
| Mersin İdmanyurdu    | Turquía   | 2004 - 2005 |
| Sídney FC            | Australia | 2005 - 2008 |
| Avispa Fukuoka       | Japón     | 2008        |
| Northern Fury        | Australia | 2009 - 2011 |
| Sídney United 58 FC  | Australia | 2011        |